# Henry Mill
Henry Mill (* um 1683; † 1771) war ein englischer Erfinder. Er arbeitete als Wasserbau-Ingenieur für die New River Company. Von dem ihm 1714 erteilten Patent auf eine Schreibmaschine sind nur noch wenige Details und keine Zeichnungen mehr bekannt. Diese Patentschrift wird aber als älteste schriftliche Erwähnung einer Maschine zum individuellen Schreiben betrachtet.
Die Patentschrift bezieht sich auf eine Maschine zum „Eindrücken oder Übertragen von einzelnen oder fortlaufenden Buchstaben auf Papier oder Pergament, so sauber und exakt, dass es nicht von Druck unterscheidbar ist“. Zudem sei die Schrift „tiefer und beständiger als jede andere Schrift. Sie kann nicht gelöscht oder gefälscht werden, ohne dass erkennbare Spuren hinterlassen werden“. Über technische Details steht nichts in der Patentschrift.